# South Arcot
El districte de South Arcot fou un districte de l'Índia que va existir sota domini britànic a partir del 1801 dins de la presidència de Madras, i després de la independència de l'Índia dins de l'estat reanomenat Tamil Nadu, fins al 30 de setembre de 1993 quan es va dividir en el districte de Cuddalore i el districte de Villupuram.

## Superfície i límits
La superfície el 1881 era de 12.621 km² i el 1901 de 13.512 km².
límits
- Nord: Districte de Chengalpat o Chingleput i districte de North Arcot
- Est: Badia de Bengala
- Sud: Districte de Trichinopoli i districte de Tanjore (límits formats pel Coleroon i el Vellar)
- Oest: Districte de Salem.

## Població
- 1871: 1.755,817 habitants
- 1881: 1.1814.738 habitants
- 1891: 2.162.851 habitants
- 1901: 2.349.894 habitants

La immensa majoria parla el tàmil
segons religió
- hindús 1.721.614, 94%
- musulmans 48.289, 2%
- cristians 39.571, 2%
- jainistes
- budistes
- altres

segons casta
- Brahmans, 34.555
- Vanniyans (Kshattriyas), 592.380
- Chettis (comerciants), 32.714
- Idaiyars (pastors), 99.809
- Kammalars (artesans), 41.669
- Kanakkans (escrivents), 10.434
- Kaikalars (teixidors), 44.489
- Vellalars (Sudras), 245.044
- Kushavans (terrissers), 11.342
- Satanis (barreja), 13.118
- Shembadavans (pescadors), 19.179
- Shanans (fusters), 15.059
- Ambattans (barbers), 19.217
- Vannan (netejadors), 20.005
- Pariahs 427.745
- altres 91.383

castes de parla telugu
- Kapu (pagesos)
- Kamma (pagesos)
- Balija (comerciants)
- Komati (comerciants)
- Odde (pagesos)
- Chakkiliyans (sabaters)

castes de parla tàmil
- Pallis, 728.000
- Paraiyans 556.000
- Vellalas 146.000
- Idaiyans 104.000
- Malaiyalis (que viuen a les muntanyes Javadi i Kalrayan) tàmils tribalitzats a la selva
- Irulas, tribu de la selva i dels pobles

hinduistes segons culte
- Xivaites 53%
- Vixnuites 45%

per professió
- pagesos 38% o 693.453
- indústries 6% o 112.394
- comerciants 1% o 15.324
- professionals 1% o 17.493
- feines de casa o no productius 53% o 969.275.

Les poblacions principals eren Cuddalore (43.545 habitants el 1881, 52.216 el 1901), Panruti (20.172 el 1881), Chilambaram (19.837 el 1881, 19.909 el 1901),i per sota dels deu mil Porto Novo, Tixdivanam, Tiruvannamalai (17-069 el 1901), Valavanur, Villupuram i Vriddhachalam.

## Divisió Administrativa
Estava dividit en vuit talukes. L'establiment francès de Pondicheri estava enclavat al districte. El nombre de pobles era 2.850 el 1881 i 1.745 el 1901, dels quals 9 eren ciutats el 1881 i 10 el 1901. La capital era Cuddalore.
Les vuit talukes eren:
- Chilambaram
- Cuddalore
- Kallakurichi
- Tindivanum
- Tirukoilur
- Turuvannamalai
- Villupuram
- Vriddhachalam

Estaven incloses (1901) en quatre subdivisions: 
- Tindivanam, (talukes de Tindivanam, Tiruvannamalai i Villupuram)
- Chidambaram, (talukes de Chidambaram i Vriddhachalam)
- Tirukkoyilur (talukes de Kallakurchi i Tirukkoyilur)
- Cuddalore (taluka de Cuddalore)

Cada taluka està governada per un tahsildar.

## Geografia
Les úniques elevacions són, a l'oest les muntanyes Kalrayan, al nord-oest les muntanyes Jawadi i aïllat al centre el turó Trinomalai Hill, amb un pic de 827 metres.
El rius són el Ponnaiyar, Coleroon, Vellar, i Paravanar; el primer de 120 km, que desaigua a la mar a la Badia de Bengala a uns 5 km al nord de Cuddalore; el segon, de 58 km, rep el Cauvery i corre per la frontera del sud-est i desaigua a la badia de Bengala a 5 km de Porto Novo; el Vellar corre ple districte 132 km i forma el límit sud en una part (72 km) rebent com afluents el Manimukta-nadi, i desaigua a Porto Novo. Altres rius a destacar són el Gaddilam o Gadilam (o Garuda-nadi), de 95 km, que neix a l'anomenat Yegal tank a la taluka Kallakurchi, i corre 95 km rebent el canal natural de Malattar (que l'uneix al Ponnaiyar), arribant fins a la mar desaiguant a 1 km al nord de Cuddalore prop de les runes de Fort Saint David i prop també de la boca del Ponnaiyar; i el Gingi o Varahanadi, que neix a l'anomenat Naranamangalam tank a la taluka Tindivanam, reps els rierols Tondaiyar i Pambaiyar, i desaigua dividit en dos boques prop de Ariankupam i de Chinna Virampatnam.

## Història
S'han trobat dòlmens prehistòrics a les talukes de Tiruvannamalai i Tirukkoyilur. Un grup d'aquesta a Devanur prop de Tirukkoyilur, són particularment interessants.
Els primers pobladors coneguts històricament foren els karamba que es creu que no tenien rei originalment però finalment en van elegir un de nom Komandu Karamba Prabhu, que va originar la dinastia Pallava. La seva primera capital fou Puralur després suplantada per Conjeveram. El districte va formar part del territori de Pallava (plural Pallaves) que van tenir capital la major part del temps a Conjeveram o Conjeeveram al districte de Chingleput. Van arribar al cim al segle vii però no van tardar a entrar en decadència suplantats pels Chola i els Konga.
Al segle VIII o IX, exterminats els karambes pels cola, el territori va passar als cola (coles) d'Uraiyur que va arribar fins al riu Godavari; va seguir la dinastia Rashtrakuta de Malked, per passar després al rei Chola Rajaraja I Deva de Tanjore; debilitats els cola per les lluites amb Telingana i Vijayanagar, els reis hindús d'aquest darrer es van acabar imposant i consta una inscripció del rei Harihara II, datada el 1382. El regne de Vijayanagar fou derrotat i quasi eliminat pels sultanats musulmans el 1565 a la batalla de Talikot o Talikota i el territori va passar als sultans de Bijapur i Golconda encara que una línia local de reis de Vijayanagar es va mantenir a Chandragiri. El territori del districte pertanyé a Bijapur des del 1646 però el va acabar perdent davant els marathes.
El 1674 el governant maratha de Gingi (feudatari de Bijapur), va convidar al president britànic de Fort Saint George a obrir un establiment al seu domini. Es van obrir negociacions però no es va fer res concret fins al 1682 quan es va obrir una estació comercial a Cuddalore. L'establiment va fracassar i el 1683 es va obrir un segon establiment a Conimeer (Kunimedu), 15 km al nord de Pondicherri i es va restaurar la de Cuddalore; un petit establiment es va obrir també a Porto Novo (tancada el 1687). El 1684 o 1687 el raja Harji Raja, governant maratha de Gingi, va concedir al britànics els drets sobre els tres establiments. El 1688 la Companyia Britànica de les Índies Orientals va comprar als marathes un lloc proper a Cuddalore on es va construir Fort St. David i es va abandonar l'establiment de Conimeer. El 1698 els mogols van ocupar Gingi acabant el domini maratha.
El petit territori inicial fou augmentat el 1750, per la concessió del nawab del Carnàtic, Muhammad All, de dos pobles en jagir (feu), que conjuntament van rebre el nom de Chinnamanaik.
El 1757 es va reprendre la guerra a la zona i el 1758, Fort St. David i Cuddalore foren ocupades pels francesos i la fortalesa arrasada fins als fonaments. El 1760 Sir Eyre Coote, després de la batalla de Wandiwash, va poder recuperar cadascuna de les fortaleses ocupades pels enemics, i així va reconquerir Cuddalore; Fort Saint David fou evacuada pels francesos quan els britànics s'acostaven. El 1764 l'almirall francès Mahé de La Bourdonnais va ocupar Fort Saint George i els francesos van conservar l'establiment sis anys, i els britànics es van establir a Fort Saint David com a quarter general a la costa de Coromandel.
El 1767 Haidar Ali del Regne de Mysore en la seva invasió del Carnàtic va passar per part del futur districte de South Arcot (el nord-oest) i fou derrotat pel coronel Joseph Smith a Tiruvannamalai; va tornar a entrar al futur districte el 1780 pel pas de Chengam i es va lluitar a Cuddalore, Tyaga Durgam i Chidambaram, i finalment la important batalla de Porto Novo en que Haidar fou derrotat per Sir Eyre Coote.
El 1781 el nawab del Carnàtic, en pagament de deutes, va cedir els ingressos de part del Carnàtic als britànics incloent els del futur districte de South Arcot.
El 1782 els francesos i Tipu Sultan van recuperar Cuddalore i la van conservar tres anys (1784) al cap dels quals fou retornada a canvi de restaurar Pondicheri als francesos que els britànics havien ocupat. El 1790, Tipu Sultan fill d'Haidar Ali, va fer operacions militars prop de Tyaga Durgam i va ocupar Tiruvannamalai i Perumukkal, a menys de 10 km a l'est de Tindivanam, però la notícia que Lord Cornwallis avançava cap a Mysore el va fer retirar.
El 1792 va esclatar la guerra amb França i el 1793 Pondicheri fou ocupada novament i posada sota administració del resident de Cuddalore, però el 1795 fou convertida en col·lectorat junt amb altres territoris. El 1801 la suba d'Arcot o suba del Carnàtic, va ser cedida als britànics pel seu nawab en plena sobirania, i la part entre els rius Pilar i Vellar fou erigida en districte i anomenada districte de South Arcot (o divisió de South Arcot). Posteriorment el 1805 es van incorporar les comarques de Mannargudi i Chilambaram; el 1808 es van transferir tres talukes del nord al districte de Chittoor i al districte de Chengalpat (Chingleput); el 1816 Pondicheri fou restaurada a França; el 1859 la taluka de Chetpat es va transferir al districte de North Arcot.
Les ganes més fortes foren les de 1806-1807, 1823-1824-1825, 1833-1834, 1867-1868, 1873-1874-1875-1876-1877. Escassetats hi va haver el 1891-1892 i 1898-1899. Inundacions serioses es van produir el 1853, 1858, 1871, 1874, 1880, 1882 (desbordament del Coleroon que van submergir 100 poblets) i especialment el 1884 (4 a 8 de novembre). Un huracà el 13 d'abril de 1849 va destruir alguns vaixells al port i va matar 750 mariners. Un huracà terrible fou el de 1752; el desembre de 1760 hi va haver un cicló. Turmentes importants es van produir el 1752, 1784, 1795, 1808, 1820, 1831, 1840, 1842, 1853 (foren destruïts set vaixells), 1871, i 1874.
Al districte hi havia bandes de lladres conegudes com els poligars que es barrejaven sovint en els incidents. Algunes castes es dediquen també al robatori.

## Temples i fortaleses
Hi ha temples a Chidambaram, Tiruvannamalai, Vriddhachalam, i Srimushnam.
La fortalesa principal és la de Gingi o Gingee; també és notable la de Tyaga Durgam, una fortalesa a la roca que controla el pas Atur al proper districte de Salem.